# Lohmanderodesmus tibiotarsale
Lohmanderodesmus tibiotarsale är en mångfotingart som först beskrevs av Karl Wilhelm Verhoeff 1943.  Lohmanderodesmus tibiotarsale ingår i släktet Lohmanderodesmus och familjen orangeridubbelfotingar. Inga underarter finns listade i Catalogue of Life.